# Mmopane
Mmopane is een dorp in het district Kweneng in Botswana. De plaats telt 15.450 inwoners (2011).